# Chiesa di San Michele Arcangelo (Sgonico)
La chiesa di San Michele Arcangelo è la parrocchiale di Sgonico, in provincia di Trieste ed arcidiocesi di Gorizia; fa parte del decanato di Duino.

## Storia
La chiesa di Sgonico fu edificata probabilmente a cavallo tra Quattrocento e Cinquecento. Nel corso dei secoli l'edificio fu più volte rimaneggiato, cambiandone, talvolta anche di molto, l'aspetto.

## Interno
L'interno della parrocchiale è a una navata. Nell'abside gotica, si trova l'altar maggiore in stile barocco con l'occhio della Provvidenta e delle statue.
Altre opere di rilievo situate nella chiesa sono un altro altare con delle statue di legno e degli affreschi dipinti tra Otto e Novecento.

## Campanile
Il campanile, staccato dalla chiesa, con i suoi 36 metri, è uno dei più alti del Carso.